# Polites (hijo de Príamo)

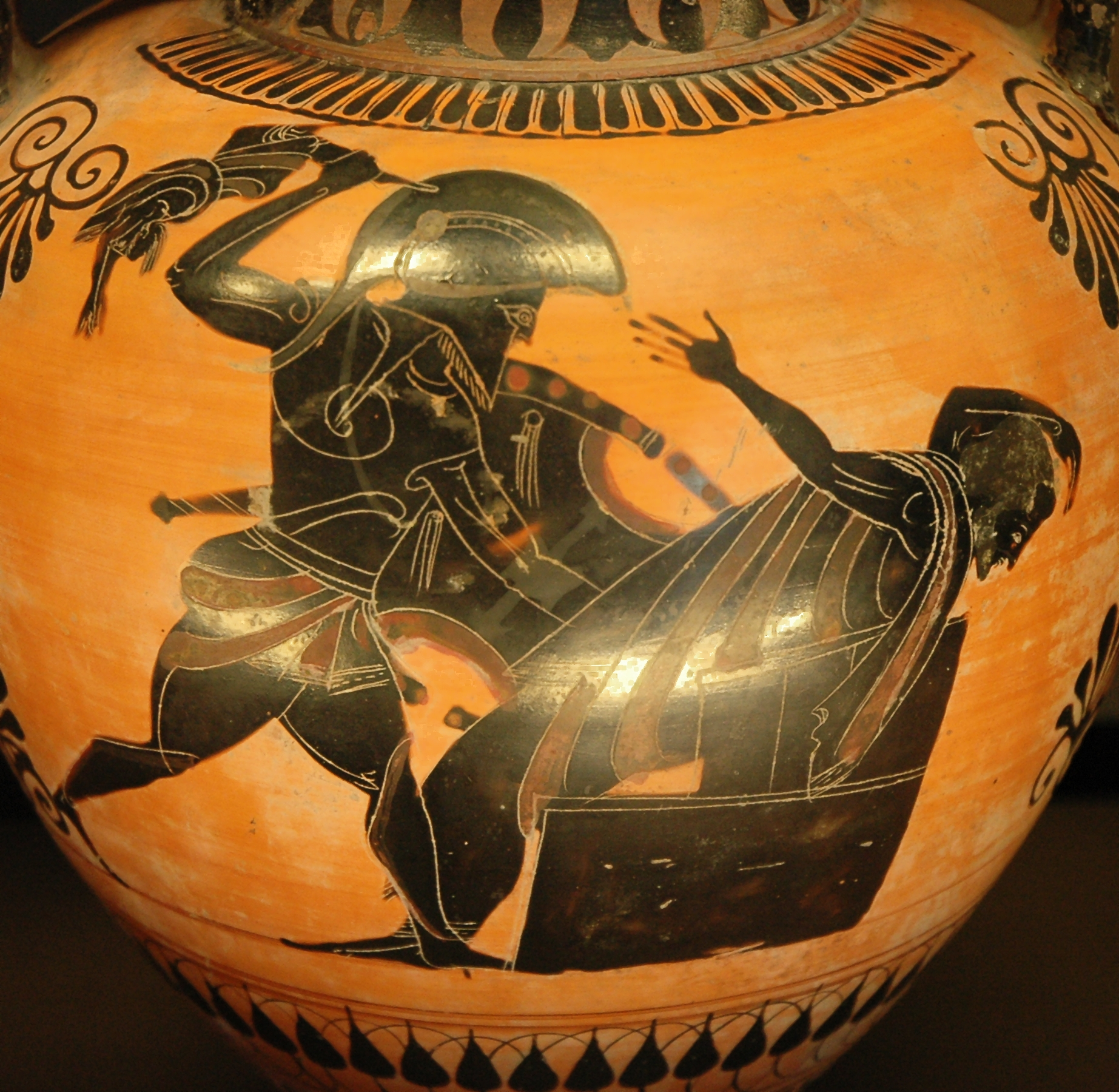
Muerte de Príamo posterior a la muerte de Polites.

Polites era hijo legítimo de Príamo y Hécuba, fue príncipe de Troya, y hermano de 49 hijos varones y 12 hijas fue asesinado por Neoptolemo hijo de Aquiles, luego Príamo también fue asesinado por Neoptolemo.

## Nacimiento y juventud
Era hijo de Príamo, rey de Troya, y Hécuba, su esposa; toda su juventud vivió en Troya, como era un hijo legítimo, al nacer, fue coronado como príncipe de Troya y recibió el tratamiento real de Su Legítima Majestad; durante su juventud fue testigo de la guerra de Troya y personaje secundario de la Ilíada.

## Muerte en la guerra de Troya
Durante la travesía del caballo de Troya en la guerra de Troya fue protagonista y uno de los que aceptó el regalo malhabido de los griegos. Durante la caída de la ciudad intentó escapar rápidamente hacia el Lacio, pero en su huida  Neoptólemo, hijo de Aquiles, le disparó una flecha en su pierna y el príncipe cayó herido. Neoptólemo lo siguió, mientras él se arrastraba hacia el palacio de su padre, donde llegó a las piernas de Príamo y dos de sus hermanas, lloró ante ellos y luego murió. Príamo furioso maldijo por los dioses al joven y juró que lo castigarían, por lo que asesinó también al anciano Príamo.

## La Ilíada
Polites solo es personaje secundario de la guerra de Troya y protagonista de dos escenas (Ilíada, Canto II, verso 791; Canto XIII, verso 533).de la Ilíada donde en la primera la Diosa Iris se transfigura en Polites para animar a Héctor y en la segunda para salvar a su hermano Deifobo de la batalla.